# Saturnusnebulosan
Saturnusnebulosan, också känd som NGC 7009, är en planetarisk nebulosa i stjärnbilden Vattumannen, som framträder som en grönaktig gulaktig nyans i ett litet amatörteleskop. Den upptäcktes av William Herschel den 7 september 1782 med hjälp av ett teleskop han själv byggt i trädgården i sitt hem i Datchet, England, och var en av hans tidigaste upptäckter i hans kartläggning av himlen. Nebulosan var ursprungligen en stjärna med låg massa som kastade ut sina lager i rymden och bildade nebulosan. Den centrala stjärnan är nu en ljus vit dvärgstjärna med skenbar magnitud 11,5. Saturnusnebulosan har fått dess namn från sin ytliga likhet med planeten Saturnus, där dess ringar nästan är riktade mot observatören. Den fick namnet av Lord Rosse på 1840-talet, när teleskop hade förbättrats så att dess Saturnusliknande form kunde urskiljas. William Henry Smyth sa att Saturnusnebulosan var ett av Struves nio "sällsynta himmelsobjekt".
Saturnusnebulosan är en komplex planetarisk nebulosa och innehåller många morfologiska och kinematiska delsystem i tre dimensioner. Den inkluderar en halo, jetliknande strömmar, flera skal, ansae ("handtag") och småskaliga filament och knutar. Ansae expanderar icke-radiellt från den centrala stjärnan. Även om ansae är mest framträdande i Saturnusnebulosan, är de också synliga i andra planetariska nebulosor, som NGC 3242, NGC 6543 och NGC 2371-2.
Avståndet till Saturnusnebulosan är inte känt exakt. Sabbadin et al. 2004 uppskattar avståndet till 5 200 ljusår (1,6 kparsec). År 1963 uppskattade O'Dell det till 3 900 ljusår (1,2 kparsec), vilket ger en ungefärlig diameter på 0,5 ljusår för objektet som helhet. 
Den centrala stjärnan, en mycket het blåaktig dvärg med en temperatur på 55 000 K, från vilken nebulosan tros härröra, har en absolut magnitud på +1,5, vilket motsvarar en luminositet på cirka 20 gånger solens och en skenbar magnitud på 11,5. Denna starka ultravioletta bestrålning från den centrala stjärnan skapar nebulosans karakteristiska fluorescerande gröna nyans genom strålning av dubbeljoniserat syre. Objektet har totalt sett en visuell magnitud på 8 och en radiell hastighet på 45 kilometer per sekund mot jorden. 
Nebulosan ligger 1 grad väster om stjärnan Ny Aquarii. Den centrala delen mäter 25 × 17 bågsekunder, medan det yttre skalet utsträcker sig till 41 × 35 bågsekunder. Objektet finns med på många "bästa" observationslistor.

## Galleri

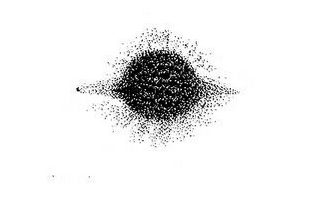
Ritning av NGC 7009 från 1848 av Lord Rosse.
- Denna visualisering visar tredimensionella MUSE-data av nebulosan.
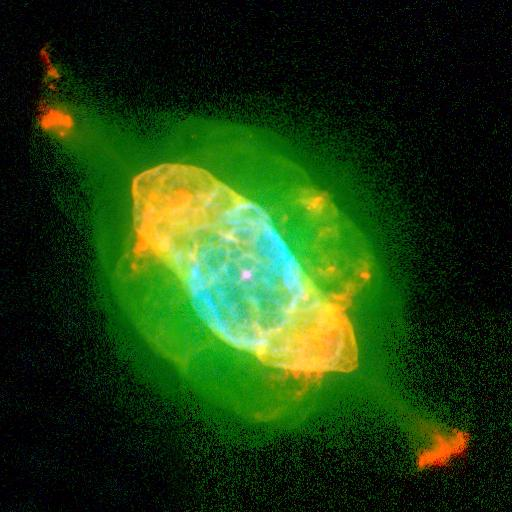
Foto taget av NGC 7009 med Hubbleteleskopet